# Washington Senators (1891-99)

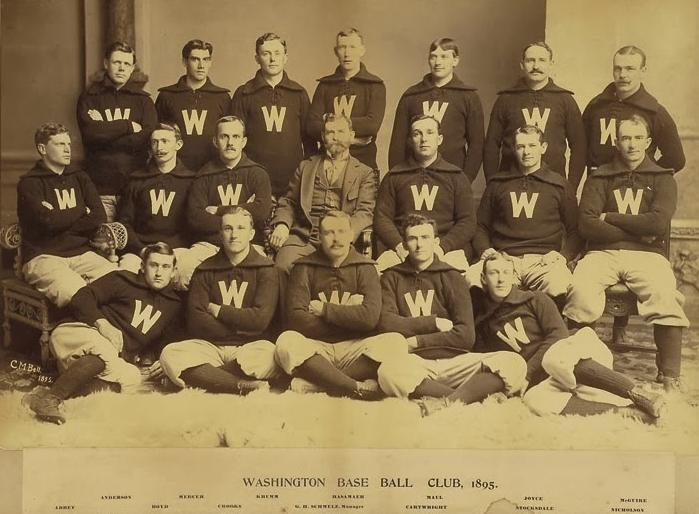
Time de beisebol Washington Senators de 1895

Nota: Para a equipe de 1884 conhecida como os Statesmen, veja Washington Nationals (AA). Para a equipe do Washington Nationals do século XIX, veja Washington Nationals (1886–89). Para a equipe do século XX com o mesmo nome, veja Washington Senators (1901–60).
O Washington Senators foi uma equipe profissional de beisebol do século XIX. A equipe também era conhecida como Washington Statesmen e  Washington Nationals. Jogava suas partidas em casa no estádio Boundary Field.
A equipe iniciou suas atividades na American Association como Washington Statesmen em 1891. A American Association fechou após esta temporada e a equipe foi comprada por J. Earl Wagner, que permaneceria como seu proprietário pelo resto da existência do time. Os Statesmen se mudaram para a National League na temporada de 1892, mudando seu nome para Senators. Quando a NL encolheu de doze para oito equipes após a temporada de 1899, o Senators foi um dos times eliminados.
Os senadores não foram bem em seus nove anos como uma franquia, o que pode ter sido o motivo pelo qual eles foram descartados. Washington nunca teve uma temporada com cartel positivo e acumulou uma porcentagem de vitórias de 36.6%. Entre seus jogadores famosos estavam Deacon McGuire e o membro do Hall of Fame, Jim O'Rourke.
Após um hiato de um ano, os Senators retornaram, mas não eram mais a mesma franquia que jogava no Boundary Field. De fato, o Original Senators foi a primeira de três equipes, todas chamadas Washington Senators, e estavam na capital americana continuamente até que a terceira franquia dos Senators se tornou o Texas Rangers. A segunda deixou a cidade em 1960 se tornando o Minnesota Twins e foram seguidos imediatamente por um time do mesmo nome, que acabou indo para o Texas em 1971. O beisebol retornou à capital americana em 2005 quando o Montreal Expos se tornou o Washington Nationals. O nome "Washington Senators" ainda era de propriedade do Texas Rangers, então os organizadores da MLB procuraram outas opções. O prefeito de Washington, D.C., Anthony A. Williams apoiava o nome "Washington Grays" em honra à equipe das Ligas Negras de beisebol, o Homestead Grays (1929-1950), que estavam localizados em Pittsburgh, mas jogaram muitos de seus jogos em casa em Washington. Por fim, os proprietários da equipe escolheram o nome "Washington Nationals", que tinha sido o nome oficial do Washington Senators da American League entre 1905 e 1955.